# Tonino Viali
Tonino Viali (Italia, 16 de septiembre de 1960) es un atleta italiano retirado especializado en la prueba de 800 m, en la que consiguió ser medallista de bronce mundial en pista cubierta en 1989.

## Carrera deportiva
En el Campeonato Mundial de Atletismo en Pista Cubierta de 1989 ganó la medalla de bronce en los 800 metros, con un tiempo de 1:46.95 segundos, tras el keniano Paul Ereng que batió el récord del mundo con 1:44.84 segundos, y el brasileño José Luiz Barbosa.